# دوشس بزرگ ماری کارولین آستوریاس
دوشس بزرگ ماری کارولین آستوریاس (آلمانی: Maria Carolina Ferdinanda) دختر فرانتس دوم، امپراتور مقدس روم بود که بعدها در درسدن با فردریک آگوستوس دوم ازدواج کرد.
وی اهل امپراتوری مقدس روم بود.